# Balbisia integrifolia
Balbisia integrifolia är en tvåhjärtbladig växtart som beskrevs av Paul Erich Otto Wilhelm Knuth. Balbisia integrifolia ingår i släktet Balbisia och familjen Vivianiaceae. Inga underarter finns listade i Catalogue of Life.